# 仮面ライダー×仮面ライダー ドライブ&鎧武 MOVIE大戦フルスロットル
- 仮面ライダーシリーズ
  - 仮面ライダー鎧武/ガイム > 仮面ライダー×仮面ライダー ドライブ&鎧武 MOVIE大戦フルスロットル
  - 仮面ライダードライブ > 仮面ライダー×仮面ライダー ドライブ&鎧武 MOVIE大戦フルスロットル
  - MOVIE大戦シリーズ > 仮面ライダー×仮面ライダー ドライブ&鎧武 MOVIE大戦フルスロットル

『仮面ライダー×仮面ライダー ドライブ&鎧武 MOVIE大戦フルスロットル』（かめんライダーかめんライダー ドライブアンドガイム ムービーたいせんフルスロットル）は、2014年12月13日に公開された、日本の映画作品。

## 概要
特撮テレビドラマシリーズ「平成仮面ライダーシリーズ」の『仮面ライダードライブ』と『仮面ライダー鎧武/ガイム』をメインとしたクロスオーバー作品で、「MOVIE大戦シリーズ」の第6弾にあたる。『ドライブ』としては初の、『鎧武/ガイム』としては4本目の映画作品である。
これまでMOVIE大戦公開前に放送中の仮面ライダー・前作の仮面ライダーが対面していたが、仮面ライダードライブと仮面ライダー鎧武は本作品の『MOVIE大戦編』で初対面となり、これを踏まえたシーンが存在する。
『劇場版 仮面ライダー鎧武 サッカー大決戦!黄金の果実争奪杯!』終了後の特報では、仮面ライダードライブが正式発表されていなかったため、ドライブの名前は映し出されていない。仮タイトルは『仮面ライダー×仮面ライダー ドライブ&鎧武 MOVIE大戦2015』であり、初期のテレビCM・前売り券はこちらの表記となっている。
『鎧武/ガイム』テレビシリーズ、および『ドライブ』テレビシリーズと繋がった時間軸・設定のストーリーとなっており、『ドライブ』テレビシリーズの第11話でルパンとやりあったなどという会話がある他、本作品に登場した重加速軽減機が第12話に登場する。『鎧武/ガイム』ではテレビシリーズとはパラレルワールドとする案もあったが、観客の要望は物語の続きであろうという判断から、後日譚とされた。『ドライブ』側は作品の特徴である「車モチーフ」と「刑事もの」をアピールするため、カーアクションと怪盗という要素が取り入れられた。
従来の劇場版と同様に、劇場版限定・初登場ライダー（メカ黒影・仮面ライダールパン）・劇場版限定フォーム（仮面ライダードライブ タイプフルーツ・仮面ライダー鎧武 ドライブアームズ・仮面ライダーデューク ドラゴンエナジーアームズ）が登場する。
後のVシネマ『鎧武/ガイム外伝 仮面ライダーナックル』は本作品から一年後の出来事である。

## ストーリー
ストーリー構成は『鎧武編』→『ドライブ編』→『MOVIE大戦』と時系列順で進行する。
『仮面ライダー鎧武 進撃のラストステージ』
地球のヘルヘイム災害終息後、長き戦いの果てに黄金の果実を手にし、神に等しい力を得て“始まりの男”となった葛葉紘汰 / 仮面ライダー鎧武は同じく“始まりの女”となった高司舞と共に地球からヘルヘイムを取り去り、宇宙の果てにある惑星で新たな人生を歩んでいた。しかし、彼らの手で生命の息吹きが生まれつつあるその星へ、機械生命体・メガヘクスが突如襲来する。舞を捕らえ、惑星を自らと機械化融合したメガヘクスは、“始まりの男”の超絶的な力をもってしても手に負えず、次なる標的を地球に定めて侵略を開始する。それを阻止しようとした紘汰だったが敗北し、極ロックシードを奪われたことで元の姿に戻り、爆死した。
沢芽市へ降り立ったメガヘクスはアーマードライダーのデータを解析すると、メカ黒影や復活した戦極凌馬 / 仮面ライダーデュークを尖兵として量産し、侵攻を開始する。この脅威に対し、地球に唯一現存する戦極ドライバーを持つ呉島光実 / 仮面ライダー龍玄と、メガヘクスのコピーした戦極ドライバーを奪取することで再び変身能力を獲得した呉島貴虎 / 仮面ライダー斬月 / 仮面ライダー斬月・真の兄弟が、かつての戦いで見失ってしまった信念を全うするべく立ち向かう。

『仮面ライダードライブ ルパンからの挑戦状』
近頃、世間を騒がす怪盗アルティメット・ルパンことゾルーク東条が、人工生命体ロイミュードの犯罪に対応する特状課（警視庁特殊状況下事件捜査課）に挑戦状を叩き付けてくる。泊進ノ介 / 仮面ライダードライブは久々に人間相手の犯罪に関われると意気込んだが、東条の人智を超えた犯行に苦戦する。東条は強化ロイミュード・サイバロイドZZZ（スリーゼット）のボディを手に入れており、都市伝説と化したドライブを倒して「仮面ライダー」の称号を盗もうと画策していたのだ。
勝手に仮面ライダールパンを名乗り始めた東条は、サイバロイドZZZの力でドライブを圧倒する。その際、ベルトさんことドライブドライバーは進ノ介の盾となったため、機能を停止してしまう。

『MOVIE大戦フルスロットル』
ドライブと鎧武が最大の危機を乗り越えた時、メガヘクスはサイバロイドZZZと融合し、ZZZメガヘクスに進化した。地球の機械化を食い止めるため、ドライブと鎧武は龍玄と斬月・真、そしてZZZメガヘクスの力で復活した駆紋戒斗 / 仮面ライダーバロンの協力を得て、宇宙の機械惑星で最終決戦に挑む。

## 登場人物
本作品オリジナルの登場人物のみ記述。

### 『仮面ライダー鎧武 進撃のラストステージ』（登場人物）
戦極 凌馬（） / 仮面ライダーデューク
メガヘクスが解析した紘汰の記憶からメカとして再現された機械人間の戦極凌馬。
剥き出しの機械部を隠すために口元が機械的なマスクで覆われ、両手に黒い手袋をはめている。メガヘクスの一部となったことを「研究者にとって、これに勝る喜びはない」と語るが、貴虎からは「メガヘクスの奴隷に成り下がった、お前は空っぽにすぎない」と返された。最期は斬月にトドメを刺され、「さすがは、僕が一度は見込んだ男だ…」と称賛の言葉を贈りながら爆散した。残ったゲネシスドライバーは貴虎の手に渡り、斬月・真への変身に使用されることになった。
- 劇中では呼称されないが、書籍などではメカ戦極凌馬の名称が用いられている。

### 『仮面ライダードライブ ルパンからの挑戦状』（登場人物）
ゾルーク東条（） / 仮面ライダールパン
アルティメット・ルパンという異名を持つ怪盗。
白いタキシードと黒マントを着用し、白いシルクハットを被っている若々しい容姿の人物だが、実際は老齢であり、現在の肉体はサイバロイドZZZのボディに人格がインストールされたもの。常にエキセントリックな口調と態度で相手を挑発し、犯行の事前に警察へ予告状を送りつける自信家で、対峙した者を終始翻弄し続ける高い実力を持つ。事実上不老不死の肉体を手に入れたことでドライブに挑戦し、ベルトさんを破壊して変身不能に追い込むことで「仮面ライダー」の称号を奪う。しかし機械生命体になった影響で精神が歪み、人の命が犠牲になっても構わない人格となっていた。
ロイミュードの擬態機能を使わず、霧子に変装して事を優位に進めていたが愛想笑いをしたことで進ノ介に正体を見破られ、その後再びドライブと戦い敗れると、「仮面ライダー」の称号を返上しナンバー0L0というコアに変化して逃亡した。その後ひそかに盗んでいたバットバイラルコアに自らのコアを移植、進ノ介を自らのライバルと認定して去って行った（去り際には霧子が笑顔を浮かべていた映像を盗んでいる）。
『シークレット・ミッション type LUPIN 〜ルパン、最後の挑戦状〜』
『ルパンからの挑戦状』以降も何度も進ノ介に挑戦状を送っては、彼のミニカーや霧子から貰ったひとやすみるくを盗むなどの小さな犯罪を起こして彼に挑み続けていたが、後にロイミュード100の襲撃に遭い、ルパンガンナーを奪われてからは消息を絶っていた。
その後、100がルパンに成り済まして平交換の名刀を盗み出そうとしているのを知り、進ノ介に暗号と最後の挑戦状を送りつけることで彼と100が交戦するよう仕向ける。事態が目論見通りに進み、両者が交戦に及ぶ最中にルパンガンナーを奪還した後はドライブたちと共闘し、100をコピー体のロイミュード共々撃破する。しかし100に襲撃された際にコアに致命傷を負っており、先が長くないことを悟ったことでルパンガンナーとルパンブレードバイラルコア、そして一通の手紙を進ノ介に託し、ビルの屋上で倒れた後消滅した。

### 『MOVIE大戦フルスロットル』
駆紋 戒斗（） / 仮面ライダーバロン
ZZZメガヘクスが紘汰の記憶から解析して創造した機械の戒斗。
鎧武たちへの刺客として作り出されたが、戒斗の精神をもコピーしているため、「メガヘクスと融合し、一体化した世界」を「弱者の考え」と一蹴。ZZZメガヘクスを敵と認識して、鎧武たちと共闘。鎧武とドライブを惑星メガヘクスに向かわせる時間稼ぎをした。惑星メガヘクスが破壊された直後、バロンの姿のまま機能停止した。
- 書籍『仮面ライダードライブ超全集』では、名称をメカ駆紋戒斗と記述している。

## 本作品オリジナルの仮面ライダー

### 仮面ライダー鎧武 ドライブアームズ
鎧武が変身する特殊形態。変身にはドライブロックシードを使用し、仮面ライダードライブの力を宿す。眼マルチハイビームアイの色は銀色。
装着時の音声は「ドライブアームズ! ひとっ走り・いざトゥギャザー!」。
外見はタイプスピードに準拠しているが、これまでのレジェンドライダーアームズと異なり、胸部装甲はドライブの頭部の一部を模した形状となる。また、兜の前立てもドライブの「R」マークを模したRフロントブレードになっている。アームズウェポンはハンドル剣を装備する。両肩のパーツが大きいため、そのままではトライドロンに乗り込めない。
必殺技
ドリフトスラッシュ
ドライバーのブレードを1回倒し、「必殺! あ、フルスロットル!」の電子音声と共に発動する。空中に発生したオレンジ色のエネルギーロードを滑走し、すれ違い様にハンドル剣で敵を斬り裂く。
無頼キック
鎧武全形態共通のキック技。劇中未使用。

### 仮面ライダードライブ タイプフルーツ
ドライブの特殊形態。シフトブレスにシフトフルーツを装填して変身する。
輪切りのオレンジを模したタイヤが装着され、頭部にはタイヤの一部ダイダイガサが三度笠のように装着され鎧武に似た和風の侠客のような外見となる。武器として無双セイバーと大橙丸を装備し、これらを使用する二刀流を得意とする。また、ダイダイガサを投擲して攻撃することも可能。なお頭部のダイダイガサが大きいことと、左肩のアーマーパーツが干渉するため、そのままではトライドロンに乗り込めない。
- スーツはプロトドライブの改造であり、撮影終了後はタイプハイスピードに再改造されている[11]。2024年現在も、タイヤと肩アーマーのパーツ、唐笠は現存している[11]。

必殺技
無双セイバー・ナギナタモード（フルスロットル）
ドライブドライバーのエンジンを再びかけ、シフトブレスのイグナイターを押し、「ヒッサーツ!」のコールと共にシフトフルーツのレバーを1回倒し、「フルスロットル! フルーツ!!」のコールと共に発動する。輪切りのオレンジを模した足場に乗って飛行し、すれ違い様に無双セイバー・ナギナタモードで敵を斬り裂く。

### 仮面ライダーデューク ドラゴンエナジーアームズ
戦極凌馬が変身するデュークの強化形態。ドラゴンフルーツエナジーロックシードを使用し、ドラゴンフルーツの鎧を装備する。鎧と眼の色、ゲネシスドライバーの発光色は赤。
装着時の音声は「ドラゴンエナジーアームズ!」で、その後に鳴る効果音はディスコ風の音楽と機械音を組み合わせたようなメロディ。
アームズ以外は通常のデュークとほぼ変化はないが、兜の意匠に赤い装飾、股間部の中心に前垂れがそれぞれ追加され、背部のマントゲネシスケープはドラゴンフルーツを模したものになっている。胸部のアームズは龍の顔になっている他、左目の位置にデュークの紋章がある。
戦闘スペックはレモンエナジーアームズと同等だが前者を上回る戦闘能力を発揮し、赤い煙に姿を変えて高速移動する能力を備え、ソニックアローを使用して敵をひたすら攻撃する戦法を得意とする。
後に『小説 仮面ライダー鎧武』でもセイヴァー（狗道 供界）が偽の黄金の果実から再生した個体を呼び出して、レモンエナジーアームズからこの姿にアームズチェンジさせて龍玄と戦わせているが、「空っぽに負けるわけない！」と一蹴されてゲネシスコアごと破壊されてしまう。こちらは変身者のいない空っぽな人形に過ぎず、龍玄曰く、正体が中身のない人形なのは凌馬に勝てなかった狗道の恐れそのものの表れ。その後、ゲネシスコアとドラゴンフルーツエナジーロックシードは龍玄に使用されてジンバードラゴンフルーツアームズへの変身に使用される。
必殺技
ソニックボレー
ソニックアローにドラゴンフルーツエナジーロックシードを装填し、「ドラゴンフルーツエナジー!」の電子音声と共に発動する。ソニックアローから禍々しく赤黒い龍型のエネルギー矢を放つ。
ソニックアロー（エナジースカッシュ）
ゲネシスドライバーのハンドルを1回押し込み、「ドラゴンフルーツエナジースカッシュ!」の電子音声と共に発動する。ソニックアローの刀身にエネルギーをチャージし、斬撃を放つ。

### メカ黒影 マツボックリアームズ
メガヘクスが造り上げたメカ兵士が光実の持つ戦極ドライバーを基に複製された戦極ドライバーで変身したメカアーマードライダー。外見や戦力は黒影トルーパーと同様。
2体造り出されたが、どちらも龍玄に倒される。破壊されたうち、1体の戦極ドライバーは無傷だったため光実が回収し、斬月への再変身に使用された。

### 仮面ライダールパン
ゾルーク東条が変身する仮面ライダー。変身に用いるルパンガンナーには、フィルム状のフレームに敵を捕らえる拘束能力や、吸収した下級ロイミュードをデータ化してナンバーとコアを持たない量産型ロイミュード3体として再生させ、使役する能力が備わっている。
何十年にもわたる怪盗としてのセンスと経験によって戦闘能力が磨かれており、サイバロイドのスペックも相俟って魔進チェイサーを圧倒している。コア・ドライビアZを動力源としているため、重加速現象を打ち消すことが可能。
- 名称は脚本の三条陸が企画書に記した仮名がそのまま採用された[3]。当初は劇場版に度々登場するキャラクターとして考えられており、本作品でも含みを持たせる終わり方となっていたが、各作品ともテレビシリーズに絡む内容となっていったため出番がなくなり、最終的にてれびくん超バトルDVDで決着をつける形となった[3]。
- カイゼル髭にシルクハットといった、いわゆる怪盗ルパンの記号に加え、映画に登場するキャラクターであることから、映画のフィルム状のディテールも見られる[15]。デザインコンセプトは「盗んできたすべての宝飾品を身に纏っている」というもの[15]。

ツール
ルパンガンナー
ゾルーク東条が魔進チェイサーのブレイクガンナーの盗み出したデータを基に生み出した変身ツール兼武器。ブレイクガンナーよりも派手な宝飾品が金色のボディーに散りばめられている。
ブレイクガンナーと同様にガンモードとブレイクモードの使い分けができ、ルパンブレードバイラルコアを装填することで短剣形態のブレイドモードに変形する。『シークレット・ミッション』ではこれがロイミュード100に奪われ、持ち主であるルパンのコアに致命傷を与えてしまう。
テレビシリーズの47話においてもルパンブレードバイラルコアと共に特状課の手元にあり、他の武器と同様に地下に封印された。
ルパンブレードバイラルコア
ルパンガンナー専用のバイラルコア。通常のバイラルコアとは異なり、宝飾品のようなディテールが金色のボディーが覆われている。車体後部に一瞬で接触した物体を分解するルパンブレードを装備している。ルパンガンナーに装填することで、「チューン！ ルパン・ブレード！」の電子音声と共に後部パーツがせり上がってブレイドモードへ変形させる。
必殺技
アルティメットルパンストラッシュ
ルパンガンナー・ブレードモードの銃口を押し込み、「アルティメット! ルパン・ストラッシュ!」の電子音声と共に発動する。ルパンガンナーから宝石のように輝く斬撃を飛ばし、敵を斬り裂く。

## 怪人
機械生命体メガヘクス
紘汰のいる惑星に突如出現した機械生命体。その実態はかつてヘルヘイムの森の侵食を、住んでいた惑星ごと機械化して融合し、乗り越えた種族。本拠地である惑星メガヘクスそのものが本体であり、宇宙空間で人型の端末を制御し、端末が倒される度即座に補充を行う。侵略した惑星を、惑星ごと機械化して融合する。当初は（字幕も独特な）謎の言語で話していたが、鎧武との戦闘中に記憶や言語を解析し、地球の言語で会話する。「個」の存在を完全に否定し、宇宙全体の生物を「全」にして「個」の存在に進化させるべく、「脆弱な生物は全てメガヘクスと融合して一つとなり、より完全な生命体へと進化する」という極端な思考ロジックを有し、感情の入る余地は全く無いが、後に紘汰から読み取った感情のデータで、自身の怒りを実感する。
端末1体でも飛行能力を得た極アームズと互角の戦闘力を持ち、マントを変形させて腕と一体化することで剣と盾、レーザーガンを兼ねた武器として使用し、ここから光線を放つことができる他、額を光らせて初級インベス、下級ロイミュード、メカ黒影、戦極凌馬、駆紋戒斗をメカとして復活させる能力を見せた。これ以外にも短時間で侵攻した星の知的生命体の言語解析、武器状の腕から機械の触手を伸ばして相手の情報、戦闘能力を記憶解析でコピーすることもできる。
人型の端末は、惑星メガヘクスから送り込まれた侵略兵器トーチワームが花弁のように開き、そこから種子や胞子のように惑星に散らばる。
端末と侵略兵器には惑星を改造・機械化してしまう能力もあり、これによって捕えられた舞も一時的に始まりの女から人間の姿に退化した。
圧倒的な戦闘力・科学力をもって短時間で紘汰の惑星と融合、1体目の端末が鎧武と交戦後、紘汰の記憶から読み取った太陽系第三惑星・地球に次の狙いを定め、捕らえた舞もろとも侵攻。1体目の端末は地球での鎧武との再戦時に無頼キックを喰らい爆散するが、続けて現れた2体目の端末が極ロックシードを奪い取って鎧武を撃破する。この2体目が後述の強化体に進化した。
- 絋汰とは真逆に「個」というものを消滅させる形でヘルヘイムの侵食を乗り越えて生き長らえた種族となった。
- デザインはNiθが担当した。別文化の進化を遂げたメカ生命体であることからロイミュードとの差別化のためSFテイストのデザインラインとなっている。

メガヘクス強化体
メガヘクスの端末の1体がさらなる力を得た進化形態。紘汰から奪った極ロックシードを、戦極ドライバーのデータを持った自身に融合させることで黄金の果実の力で進化を遂げてこの姿となり、ロックシードが吸収された胸部は金色に発光している。エネルギーガンやブレードが武器で、またオーバーロードと同様に鋼鉄の蔦を操るなどして龍玄と斬月・真を苦しめるが、2人の作戦により極ロックシードを奪われ、そこから紘汰が復活。最期は鎧武と龍玄と斬月・真のトリプルライダーキックを喰らい爆散した。
- 名称は講談社MOOK『仮面ライダー 平成 voi.15 仮面ライダー鎧武』より。Blu-ray / DVDの本編字幕では「黄金メガヘクス」の名前で表示されている。

サイバロイドZZZ
とある古城の中に封印されていた強化ロイミュード。全身が特殊強化鋼フレームで覆われ、重加速現象の発生のみならず、手から発する念動力や高威力の光弾を武器とし、進化態ロイミュードに匹敵する戦闘能力を持つ。
元々はクリム・スタインベルトが、ロイミュードたちの反乱・襲撃を受ける前に、ドライブドライバー（後の「ベルトさん」）とは別に「自身の全意識・記憶を保存する『器』」としてプロトゼロを基に開発したものであったが、クリム自身の精神力では起動させることができず、できたとしても魂と精神を蝕まれ、暴走する危険性があったため、制御ボックスにコアの無いボディのみが封印され古城に凍結されていた。
その後物語が始まる半年前（グローバルフリーズの後）にゾルーク東条（怪盗アルティメット・ルパン）が発見し、彼が自身の精神をインストールし強い精神力によってボディを起動、東条の新たな肉体として利用された。ルパンの敗北により東条の魂が抜け出た後は、メガヘクスの端末に吸収された。
- 一部媒体では、名称をサイバロイドボディZZZと記述している。
- 「素体の素体」という設定のため、少しヒーロー寄りの善にも悪にも転び得る感じのもので、悪くなり過ぎないようにしている。デザインは後にプロトゼロに流用された。

ZZZメガヘクス
メガヘクスの端末の1体が、機能停止したサイバロイドZZZのボディの残骸と融合して進化した最強進化体。ZZZのデータから作られた強化アーマーを頭部と胸に装備している。また、大量にインベスとロイミュードを複製する能力を持つ。
メガヘクスとの融合により、サイバロイドの弱点であった精神が暴走する危険性を克服しており、以降他の端末もデータを共有することでこの姿へと進化している。またサイバロイドZZZと同様の駆動機関を備え、エネルギー出力が飛躍的に向上しているため、高い戦闘力はさらに強化され、驚異的な高速修復能力を持つが、同時に「コアを破壊されると消滅する」というロイミュードと同様の弱点も抱えてしまっている。
最初に進化した個体がドライブと鎧武に倒された後、ボディより抜け出たZZZの形状のコアが本体である惑星メガヘクスの核に取り込まれ、これによりロイミュードと同様の弱点が生じることとなる。
- スーツはサイバロイドZZZの頭部を改造したもの。

Zメガバット
宇宙空間で無数のZZZメガヘクスの端末が集合、融合合体した姿。ロイミュード暴走体のデータを利用しているため、バットバイラルコアを模した姿をしており、全身から推進エネルギーを噴射することで超高速で飛行する。ミサイルを翼の付け根から連射するほか、口には体内の大型駆動機関を高稼働させて生成した高出力のエネルギー砲から強力なビームを放って攻撃する。母星の惑星メガヘクスを守るため、地球から追ってきたドライブと鎧武の前に立ち塞がった。
- 一部媒体では、名称をメガヘクスバットと記述している。

## アイテム
ドラゴンフルーツエナジーロックシード
メガヘクスがメカ戦極凌馬と同時にコピーした、ドラゴンフルーツをモチーフとしたエナジーロックシード。識別番号は「E.L.S.-HEX」。
これまでのエナジーロックシードとは異なり、本体部シーリングドラムと掛け金リファインシャックルが薄赤色のクリアパーツとなっており、ゲネシスドライバーにセットし、シーボルコンプレッサーを押し込んだ際の「ソーダ」の音声も強いものになっている。
劇中には登場しないが、プレミアムバンダイ限定「DXドラゴンフルーツエナジーロックシード」にはジンバードラゴンフルーツの変身音声も収録されている。
『鎧武/ガイム外伝 仮面ライダーバロン』では、生前の凌馬が開発したエナジーロックシードの試作型として登場（時系列的にはこちらが先）。
『小説 仮面ライダー鎧武』では狗道が作り出したドラゴンエナジーアームズのデューク（空っぽの人形）からゲネシスコアごと龍玄がこれを奪っており、こちらもメガヘクス製（厳密には狗道の模造品）とされる。

ドライブロックシード
進ノ介と紘汰がお互いの力を交換して生み出した、タイプスピードのデザインが取り入れられたロックシード。鎧武が使用することでドライブアームズに変身させる。

シフトフルーツ
進ノ介と紘汰がお互いの力を交換して生み出した、オレンジロックシードとシフトスピードが融合した新たなシフトカー。ドライブが使用することでドライブタイプフルーツへ変身できる。
劇中ではシフトフルーツがドライブロックシードを牽引しながら登場している。

トライドロン タイプフルーツ
シフトフルーツをトライドロンのリアハッチ内に収納することでタイヤフエールを発動し、オレンジ型のタイヤを4輪ともにセットした特殊形態。タイヤを横向きに変形させたタイプフルーツホバー（ホバー状態）では宇宙空間でも高速飛行できる。アクセルを強く踏み込むことで「必殺! あ、フルスロットル!」の音声と共にタイヤからオレンジの果汁を撒き散らし、後方から迫る相手への目潰しとして使用できる。
また、「トライドロン！ いよっ、一直線！」の音声と共にミカン型光弾を生成・射出するフルーツタイヤ・アタックという技も持つ。
さらに運転席のレバーを強く引くことでキャビンが分離し、そこからオレンジ型のエネルギーに包まれて飛び出したドライブと鎧武がトライドロンと共に飛び蹴りを放つオレンジタイヤW（ダブル）果汁キックで惑星メガヘクスを粉砕した。

## キャスト

### 『仮面ライダー鎧武』
- 葛葉紘汰 / 仮面ライダー鎧武 - 佐野岳
- 駆紋戒斗 / 仮面ライダーバロン - 小林豊
- 呉島光実 / 仮面ライダー龍玄 - 高杉真宙
- 高司舞 - 志田友美
- 呉島貴虎 / 仮面ライダー斬月・真 - 久保田悠来
- 戦極凌馬 / 仮面ライダーデューク - 青木玄徳
- ザック - 松田岳
- 城乃内秀保 - 松田凌
- 上山良太
- 飯塚大夢
- 加藤真也
- 本間優太
- 山﨑裕太朗
- 小川史記
- 山本和希
- 稲毛友紀
- 清水涼子
- 並木桂
- 阪東清治郎 - 弓削智久
- 凰蓮・ピエール・アルフォンゾ - 吉田メタル

### 『仮面ライダードライブ』
- 泊進ノ介 / 仮面ライダードライブ - 竹内涼真
- 詩島霧子 - 内田理央
- チェイス / 魔進チェイサー - 上遠野太洸
- 沢神りんな - 吉井怜
- 西城究 - 浜野謙太
- 追田現八郎 - 井俣太良
- ベルトさん（声） / クリム・スタインベルト - クリス・ペプラー
- 警視庁の幹部 - 白倉伸一郎[28][注釈 6][注釈 1]
- ブレン - 松島庄汰
- ハート - 蕨野友也
- ゾルーク東条 / 仮面ライダールパン - 綾部祐二（ピース）
- 本願寺純 - 片岡鶴太郎

### 声の出演
- メガヘクス - 三木眞一郎
- 仮面ライダーマッハ - 稲葉友
- スパイダー型ロイミュード - 穴井勇輝[30][注釈 1]

### スーツアクター
- 仮面ライダードライブ - 高岩成二
- 仮面ライダールパン、仮面ライダー斬月・真、仮面ライダーマッハ - 渡辺淳
- 仮面ライダー鎧武、仮面ライダーバロン - 永徳
- 仮面ライダー龍玄、ブレンロイミュード - 佐藤太輔
- 魔進チェイサー - 今井靖彦
- 仮面ライダーデューク - 富永研司
- メガヘクス - 岡田和也
- ハートロイミュード - 藤田洋平
- 喜多川2tom
- 渡辺実
- 金田進一
- 田中宏幸
- 高田将司
- 蔦宗正人
- 藤田慧
- 内川仁朗
- 神前元
- 中田裕士
- 松本竜一
- 井口尚哉
- 伊藤茂騎
- 五味涼子
- 寒川祥吾
- 隈本秋生
- 今井結香子
- 藤木かおる
- 塚田知紀
- 山本裕一
- 松岡千尋
- 東慶介
- 松本拓巳
- 榮男樹
- 田中慶
- 御前伸幸
- 浦家賢士
- 金子起也
- 松本直也
- 関谷健利
- 上平田結花
- 前川孟論
- 岩上弘数
- 北島一寿
- 小久江友子
- 高嵜百花
- 内田大地
- 五十嵐勝平
- 中澤まさとも

## スタッフ
- 原作 - 石ノ森章太郎
- 脚本 - 三条陸「仮面ライダードライブ / MOVIE大戦」、鋼屋ジン（ニトロプラス）「仮面ライダー鎧武」
- 音楽 - 鳴瀬シュウヘイ、中川幸太郎、山下康介
- 製作 - 鈴木武幸（東映）、平城隆司（テレビ朝日）、間宮登良松（東映ビデオ）、和田修治（アサツー ディ・ケイ）、木下直哉（木下グループ）、垰義孝（バンダイ）
- 企画 - 白倉伸一郎（東映）、林雄一郎（テレビ朝日）、加藤和夫（東映ビデオ）、波多野淳一（アサツー ディ・ケイ）、嘉手苅理沙（木下グループ）、小野口征（バンダイ）
- 撮影 - 宮本亘
- 照明 - 斗沢秀
- 美術 - 大嶋修一
- 録音 - 堀江二郎
- 編集 - 長田直樹
- 整音 - 曽我薫
- 助監督 - 塩川純平、茶谷和行
- スクリプター - たかいわれいこ
- 制作担当 - 板垣隆弘
- ラインプロデューサー - 道木広志
- カースタントコーディネーター - 西村信宏（武士レーシング）
- 絵コンテ - なかの★陽
- アクション監督補 - おぐらとしひろ（ジャパンアクションエンタープライズ）
- 監督助手 - 荒川史絵、石井千晶
- クリーチャーデザイン - 竹谷隆之、Niθ
- キャラクターデザイン - 田嶋秀樹（石森プロ）、小林大祐・田中宗二郎（PLEX）
- プロデューサー補 - 井元隆佑・小髙史織（東映）
- ラインプロデューサー補 - 下前明弘
- 制作デスク - 武中康裕、宮地みどり
- 製作プロダクション - 東映テレビ・プロダクション
- スーパーハイザー - 小野寺章（石森プロ）
- エグゼクティブプロデューサー - 佐々木基（テレビ朝日）
- プロデュース - 大森敬仁・武部直美・望月卓（東映）、菅野あゆみ
- 特撮監督 - 佛田洋
- アクション監督 - 石垣広文（ジャパンアクションエンタープライズ）
- 「ドライブ&鎧武」製作委員会（東映、テレビ朝日、東映ビデオ、アサツー ディ・ケイ、木下グループ、バンダイ）
- 監督 - 柴﨑貴行
- 配給 - 東映[注釈 1]

## 音楽
本作品では「MOVIE大戦」シリーズにおいては現時点で唯一、オリジナルサウンドトラックが発売されていない。
エンディングテーマ「sing my song for you 〜サヨナラの向こう側まで〜」
作詞・作曲 - 松岡充 / 作曲・編曲 - tatsuo / 歌 - M.M.E.D. with TEAM ドライブ and 鎧武
劇中歌
「JUST LIVE MORE」
作詞 - 藤林聖子 / 作曲・編曲 - 鳴瀬シュウヘイ / 歌 - 鎧武乃風
「SURPRISE-DRIVE」
作詞 - 藤林聖子 / 作曲・編曲 - tatsuo / 歌 - Mitsuru Matsuoka EARNEST DRIVE

## 映像ソフト化
2015年5月13日発売。Blu-ray / DVDでリリース。本作品から通常版ではBlu-rayとDVDのセット販売が導入された（『サプライズ・フューチャー』まではセット販売のみ）。
- 仮面ライダー×仮面ライダー ドライブ&鎧武 MOVIE大戦フルスロットル ［ブルーレイ+DVD］（2枚組）
  - ディスク1：本編Blu-ray
  - ディスク2：本編DVD
    - 映像特典（ディスク1、ディスク2共通）
      - TRAILER
- 仮面ライダー×仮面ライダー ドライブ&鎧武 MOVIE大戦フルスロットル コレクターズパック（2枚組）
  - ディスク1：本編ディスク（［ブルーレイ+DVD］の各ディスクと共通）
  - ディスク2：特典ディスク（Blu-ray版はBlu-ray、DVD版はDVDで収録）
    - メイキング
    - 完成披露上映会舞台挨拶
    - 公開初日舞台挨拶
    - TV SPOT
    - DATA FILE
    - POSTER GALLERY

  - 初回限定特典
    - 特製スリーブケース

## 評価
丸の内TOEI1他全国307スクリーンで公開され、2014年12月13日・14日の2日間で興収2億453万6,600円・動員16万6,620人を記録し、映画観客動員ランキング（興行通信社調べ）で初登場第4位を獲得した。
また、本作品に登場する「仮面ライダーデューク ドラゴンエナジーアームズ」の変身アイテムを玩具化した商品「DXドラゴンフルーツエナジーロックシード」も12月1日よりプレミアムバンダイから予約受注が開始され、映画公開の13日から4日間までで第一次予約数達成へと至った。

## 他媒体展開

### Vシネマ
『鎧武/ガイム外伝 仮面ライダーナックル』（2015年11月11日発売）
『仮面ライダー鎧武/ガイム』のVシネマ作品。本作品から一年後の出来事である。

### オリジナルビデオ
『シークレット・ミッション type ZERO（タイプ・ゼロ） 第0話 カウントダウン to グローバルフリーズ』
映画の入場者プレゼントDVD。テレビシリーズの前日譚にあたる話で、本作品につながる伏線も描かれている。詳しくは#『type ZERO』を参照。
『シークレット・ミッション type TV-KUN（タイプ・てれびくん） ハンター&モンスター! 超怪盗の謎を追え!』
『てれびくん』2015年1月号（2014年11月26日ごろ発売）の付録として同梱されるスペシャルDVD収録ドラマ。映画『MOVIE大戦フルスロットル』や『type ZERO』にもつながる秘話が明かされる。詳しくは#『type TV-KUN』を参照。
『てれびくん超バトルDVD 仮面ライダードライブ シークレット・ミッション type LUPIN（タイプ・ルパン） ～ルパン、最後の挑戦状～』
『カウントダウン to グローバルフリーズ』と同じくシークレット・ミッションシリーズの1作。本作品に登場したルパンとの決着を描いた作品。詳しくは#『type LUPIN』を参照。

### 『type TV-KUN』
『シークレット・ミッション type TV-KUN（タイプ・てれびくん） ハンター&モンスター! 超怪盗の謎を追え!』は、児童向け娯楽雑誌『てれびくん』2015年1月号（2014年11月26日ごろ発売）の付録として同梱されるスペシャルDVD収録ドラマ。映画『MOVIE大戦フルスロットル』や『type ZERO』にもつながる秘話が明かされる。書籍『仮面ライダードライブ超全集』の全事件簿では第6話と第7話の間に挿入されている。

ロイミュード005
バット型の下級ロイミュード。首周りに収納されている金色のコウモリの翼で飛行が可能。高い戦闘力とシングルナンバーを持つ幹部クラスだが、グローバル・フリーズを失敗させた責任をとらされる形でブレンとハートにより実体化させられる。自身を倒した仮面ライダードライブ（プロトドライブ）に対する憎悪と、西堀をコピーした際に生じた進ノ介への憎悪から、復讐の感情を学習している。
アルティメット・ルパン（映画『MOVIE大戦フルスロットル』に登場するゾルーク東条の怪盗としての通り名）の模倣犯として暗躍し、時価5億円の名画やシフトカー・ジャスティスハンターを奪うと同時に、社長令嬢を連れ攫う。その際、後述する『type ZERO』での「ネオシェードの模倣犯」との共通点をわざと示し、進ノ介をおびき出すことに成功している。また飛行能力を失う代わりに所持していた拳銃を右腕に取り込むことで首から生えた複数の金色のコードと繋がった巨大な銃火器を装着した強化体にもなった。
ドライブとの戦闘では事前に得ていたグローバル・フリーズ当日の情報（進ノ介の誤射で早瀬が負傷したこと）を利用して挑発、さらに強化体に進化した上でハンターを人質に戦闘を優位に進めるが、マッシブモンスターの介入でハンターを奪還され、最期はハンターとモンスターの力を使ったドライブの前に敗れる。
『type ZERO 第0話 カウントダウン to グローバルフリーズ』
2014年4月8日、ロイミュードたちがグローバルフリーズのために集合する中、単独行動をとり、同日に事件を起こしていたネオシェードの模倣犯の西堀光也と共感し、ネットワークにアップされた西堀の犯行予告から悪意を吸収。直接、西堀が潜伏していた現場に行くとその行動を観察。西堀が進ノ介と早瀬明に逮捕されそうになると、重加速と弾丸でそれを妨害し、西堀をコピーする。そのまま用済みとなった西堀を「他人を見下ろせる高いところ」から転落死させようとするが、プロトドライブの出現により失敗、自身も敗北を喫することとなった。さらにボディを形成していたバイラルコアから005の記憶を解析され、これが原因でグローバル・フリーズの計画が発覚してしまう。
『小説 仮面ライダードライブ マッハサーガ』
ネットワーク上で残存していたデータがアニマシステムと復讐の念から実体化。実はプロトドライブに倒された後、コアの状態で西堀の前日の記憶から読み取った新京大学のパソコンにネットワークを通じて逃亡、同様にその記憶から人間科学部教授の小田桐正彦が開発したアニマシステムの存在を知り、それをコピーし別の場所へ保管していた。『シークレット・ミッション』でドライブに倒されるも、残留思念がシステムのコピーに回帰し、ネットワークの世界からドライブとロイミュードたちの戦いを始終観測しつつ、他のロイミュードの残存データを吸収し暗躍していく。詳しくはドライブサーガ#リベンジャーロイミュードを参照。
『ドライブサーガ 仮面ライダーマッハ/仮面ライダーハート』
他のロイミュード同様、ロイミュード5886のデータの一部となっていたが、5886が仮面ライダーハートに倒される直前、自らのコアを分離させることに成功する。詳しくはドライブサーガ#リベンジャーロイミュードを参照。
『仮面ライダージオウ』
EP48にてコアのない005の強化体が登場。ツクヨミを襲うが武装チェイサーのエグゼキュージョンスパイダーを喰らい、爆散した。

#### キャスト （『type TV-KUN』）
- 泊進ノ介 / 仮面ライダードライブ - 竹内涼真
- 詩島霧子 - 内田理央
- 沢神りんな - 吉井怜
- 西城究 - 浜野謙太
- 追田現八郎 - 井俣太良
- 西堀光也 / ロイミュード005 - 野間口徹
- 社長令嬢 - 滝口ひかり
- ブレンロイミュード（声） - 松島庄汰
- ハートロイミュード（声） - 蕨野友也
- ベルトさん（声） - クリス・ペプラー

#### スーツアクター（『type TV-KUN』）
- 仮面ライダードライブ[35] - 高岩成二
- 村井亮
- 藤田洋平
- 佐藤太輔

#### スタッフ（『type TV-KUN』）
- 原作 - 石ノ森章太郎
- 脚本 - 長谷川圭一
- プロデュース - 大森敬仁、望月卓、紀野良輔
- 監督 - 鈴村展弘
- アクション監督 - 石垣広文（ジャパンアクションエンタープライズ）
- 撮影 - 松村文雄
- 助監督 - 山口恭平
- 特撮監督 - 佛田洋
- 製作・発行 - 小学館

### 『type ZERO』
『仮面ライダードライブ シークレット・ミッション type ZERO 第0話 カウントダウン to グローバルフリーズ』は、劇場版ライダーシリーズ作品初の入場者プレゼントとして、先着100万名に配布される16分のDVD。約16分で、『ドライブ』テレビシリーズの前日譚を描く。
プロトドライブの声は上遠野太洸が演じており、テレビシリーズでチェイスとプロトドライブの関係性が明かされる前にその正体を示唆している。アフレコの時点では上遠野自身も詳細を知らされずに演じていた。

#### キャスト（『type ZERO』）
- 泊進ノ介 - 竹内涼真
- 早瀬明 - 滝口幸広
- 詩島霧子 - 内田理央
- ベルトさん（声） - クリス・ペプラー
- 西堀光也 / ロイミュード005 - 野間口徹
- 女性アナウンサー - 田野アサミ
- 仮面ライダープロトドライブ（声）[注釈 7] - 上遠野太洸
- ロイミュード（声）[注釈 7] - 松島庄汰、蕨野友也

#### スーツアクター（『type ZERO』）
- 今井靖彦
- 村井亮
- 神前元
- 渡辺実
- 伊藤茂騎
- 藤田慧
- 金子起也
- 宮川連
- 浦家賢士
- 岡田和也
- 喜多川2tom
- 大岩剣也
- 藤田洋平

#### スタッフ（『type ZERO』）
- 原作 - 石ノ森章太郎
- 脚本 - 長谷川圭一
- プロデュース - 佐々木基（テレビ朝日）、大森敬仁・望月卓（東映）、紀野良輔
- 特撮監督 - 佛田洋
- アクション監督 - 石垣広文（ジャパンアクションエンタープライズ）
- 監督 - 鈴村展弘
- 撮影 - 松村文雄

### 『type LUPIN』
『てれびくん超バトルDVD 仮面ライダードライブ シークレット・ミッション type LUPIN（タイプ・ルパン） 〜ルパン、最後の挑戦状〜』は、『てれびくん』2015年11月号（2015年10月1日ごろ発売）およびドライブのムック本『仮面ライダードライブ 超全集』で募集し、全員プレゼント（有料）として応募者に送られるDVD収録ドラマ（1つのライダー作品では初めての、『超バトルDVD』第2弾）で、シークレット・ミッション最終作。
時期的には第40話と第41話の間とされており、シークレット・ミッション第1弾『超怪盗の謎を追え!』から始まった、怪盗アルティメット・ルパン（仮面ライダールパン）とドライブ（進ノ介）との因縁じみた関係に決着が付く。
同作品への伏線として、テレビシリーズ第47話にルパンガンナーが登場している。

#### 怪人（『type LUPIN』）
ロイミュード100
オリジナルナンバー100のコブラ型の死神ロイミュード。武蔵坊弁慶と自身のナンバーに因んで百の武器を集めていた武器マニアで、「100の武器と100の技を持つロイミュード」を自称する。
ゾルーク東条（元仮面ライダールパン）を倒し、仮面ライダーの称号とルパンの姿を悪用しながら博物館を襲撃し、様々な武器を盗んでいた。死神ロイミュードの中では進化態クラスか、それ以上に匹敵する最強の戦闘力の持ち主である。
手裏剣や銅矛などの他、死神のヘルサイス、ガンマンのエンペラ17、ジャッジのブレードジャッジ、シーカーのブロウワンドなど、進化態ロイミュードの武器を召喚して投げ飛ばす特殊能力を持つ。加えて奪ったルパンガンナーから仮面ライダールパンのデータを読み込んだため、銃火器状に変化させた右腕からフィルム状のフィールドを発生させ、コアのないロイミュードのコピー体を生成・使役する能力まで身につけている。
後述の平交換の名刀を盗み出す計画が露見した後、ドライブとルパンと交戦し自慢の特殊能力で応戦するも、差し向けた2体のコピー体はマッハとチェイサーに倒され、自身もタイプトライドロンへの変身により形勢逆転を許してしまう。最後はルパンスラッシュとターンスラッシュの連続攻撃の前に散った。
仮面ライダールパン
ロイミュード100が変身した姿。この姿で「久瑠間歴史博物館」を襲撃、当地ゆかりの大剣豪・平交換の名刀を盗み出すが、直後に現れたドライブに対し「仮面ライダー」を名乗ったことで、偽者であることが露見してしまう。

### キャスト（『type LUPIN』）
- 泊進ノ介 / 仮面ライダードライブ - 竹内涼真
- ベルトさん（声） - クリス・ペプラー
- 仮面ライダーチェイサー - 上遠野太洸
- ロイミュード100（死神）（声） - 高橋研二
- 仮面ライダールパン（声） - 綾部祐二

#### スーツアクター（『type LUPIN』）
- 永徳
- 渡辺淳
- 今井靖彦
- 佐藤太輔
- 大林勝
- 岡田和也
- 村井亮

#### スタッフ（『type LUPIN』）
- 原作 - 石ノ森章太郎
- 脚本 - 三条陸
- アクション監督 - 石垣広文
- 監督 - 鈴村展弘
- 撮影 - 松村文雄
- 助監督 - 塩川純平
- 製作・発行 - 小学館